# Платоново (Одесская область)
Платоново (укр. Платонове) — село, относится к Подольскому району Одесской области Украины.
Население по переписи 2001 года составляло 37 человек. Почтовый индекс — 67950. Телефонный код — 4861. Занимает площадь 0,028 км². Код КОАТУУ — 5123180804.

## Местный совет
67950, Одесская обл., Подольский р-н, с. Гулянка